# Ill Repute
Ill Repute is een Amerikaanse hardcore punk band opgericht in 1981 en afkomstig uit Oxnard, Californië. De band is vooral bekend voor het populariseren van de nardcore-stijl midden jaren 80.
De band werd opgeheven in 2004 na een korte tour in Hawaï met de Hawaïaanse band 8mm Overdose. Ill Repute Kwam weer bij elkaar (maar zonder Tony Cortez, de oorspronkelijke gitarist) om in 2006 weer met 8mm Overdose in Hawaï te toeren.
De originele bandleden (behalve Carl Valdez, die vervangen werd door Chuck Shultz) kwamen uiteindelijk nog een laatste keer bij elkaar gekomen om nog een laatste show in Californië te spelen. Hoewel bekend is gemaakt dat Ill Repute hierna voorgoed zou worden opgeheven, is de band nog steeds actief.

## Oorspronkelijke bezetting
- John Phaneuf - zang
- Tony Cortez - gitaar
- Jimmy Callahan - basgitaar
- Carl Valdez - drums

## Discografie
Studioalbums
- What Happens Next (1984)
- Transition (1989)
- Big Rusty Balls (1993)
- Bleed (1997)
- And Now... (1998)

Ep's en splitalbums
- Oxnard - Land Of No Toilets (1983)
- Halloween Live (1984)
- Halloween Live Ⅱ (1987)
- Good Riddance/Ill Repute (1996)
- As a Matter of Fact (1998)